# Pasym (gromada)
Pasym – dawna gromada, czyli najmniejsza jednostka podziału terytorialnego Polskiej Rzeczypospolitej Ludowej w latach 1954–1972.
Gromady, z gromadzkimi radami narodowymi (GRN) jako organami władzy najniższego stopnia na wsi, funkcjonowały od reformy reorganizującej administrację wiejską przeprowadzonej jesienią 1954 do momentu ich zniesienia z dniem 1 stycznia 1973, tym samym wypierając organizację gminną w latach 1954–1972.
Gromadę Pasym z siedzibą GRN w Pasymiu (wówczas wsi) utworzono – jako jedną z 8759 gromad na obszarze Polski – w powiecie szczycieńskim w woj. olsztyńskim na mocy uchwały nr 27 WRN w Olsztynie z dnia 4 października 1954. W skład jednostki weszły obszary dotychczasowych gromad Pasym, Ostrów, Słonecznik i Dybowo ze zniesionej gminy Pasym w tymże powiecie. Dla gromady ustalono 18 członków gromadzkiej rady narodowej.
1 stycznia 1958 do gromady Pasym włączono obszar zniesionej gromady Tylkowo oraz wsie Elganowo, Łysa Góra, Stary Folwark, Strzelnik, Grzegrzółki i Siedliska ze zniesionej gromady Grzegrzółki w tymże powiecie.
1 stycznia 1960 do gromady Pasym włączono wsie Dźwiersztyny, Grom, Jagiełki, Jurgi i Leleszki ze zniesionej gromady Grom w tymże powiecie.
31 grudnia 1967 z gromady Pasym wyłączono część obszaru PGR Małszewko (30,43 ha) oraz część obszaru PGL nadleśnictwo Korpele (5,58 ha), włączając je do gromady Dźwierzuty w tymże powiecie.
Gromada przetrwała do końca 1972 roku, czyli do kolejnej reformy gminnej. 1 stycznia 1973 w powiecie szczycieńskim reaktywowano gminę Pasym.